# علم الوراثة الطبية لدى اليهود
هناك العديد من الاضطرابات الوراثية الجسدية المتنحية التي تكون أكثر شيوعًا في السكان اليهود عرقًا، وبشكل خاص اليهود الأشكناز، من السكان ككل. ويعود ذلك إلى الاختناقات السكانية التي حدثت مؤخرًا نسبيًا في الماضي بالإضافة إلى ممارسة زواج الأقارب. هاتان الظاهرتان تؤديان إلى انخفاض في التنوع الجيني وزيادة احتمال أن يحمل الوالدان طفرة في نفس الجين وينقلان الطفرتين إلى طفل.
تمت دراسة جينات اليهود الأشكناز بشكل خاص، حيث أن الظاهرة تؤثر عليهم أكثر من غيرها. وقد أدى ذلك إلى اكتشاف الكثيرمن الاضطرابات الوراثية المرتبطة بهذه المجموعة العرقية. في المقابل، تعتبر الجينات الطبية لليهود السفارديم واليهود الشرقيين أكثر تعقيدًا، حيث أنهم أكثر تنوعًا وراثيًا، وبالتالي لا توجد اضطرابات وراثية أكثرانتشارا في هذه المجموعات ككل؛ بدلاً من ذلك، يميلون إلى الإصابة بالأمراض الوراثية الشائعة في بلدانهم الأصلية المختلفة.
تقدم الكثير من المنظمات، مثل Dor Yeshorim ،  فحصًا لأمراض أشكنازي الوراثية، وكان لبرامج الفحص هذه تأثير واضح، لا سيما من خلال تقليل عدد حالات مرض تاي ساكس.

## علم الوراثة للسكان اليهود
تميل المجموعات العرقية المختلفة إلى المعاناة من معدلات متعددة من الأمراض الوراثية، بعضها أكثر انتشارا والبعض الآخر أقل شيوعًا. تم التعرف على الأمراض الوراثية، وخاصة الهيموفيليا، في وقت مبكر من التاريخ اليهودي، حتى تم وصفها في التلمود. ومع ذلك، فإن الدراسة العلمية للأمراض الوراثية في السكان اليهود قد أعاقتها في البداية العنصرية العلمية، والتي كانت قائمة على التفوق العنصري. 
ومع ذلك، فإن الدراسات الحديثة حول علم الوراثة لمجموعات عرقية محددة لها غرض محدد بإحكام وهو تجنب ولادة الأطفال المصابين بأمراض وراثية، أو تحديد الأشخاص المعرضين لخطر الإصابة بمرض ما في المستقبل.  وبالتالي، فإن بعض أفراد الجالية اليهودية  كانت داعمة للغاية لبرامج الاختبارات الجينية الحديثة؛ أثار هذا المستوى العالي من التعاون خوف من أن الاستنتاجات قد تؤدي إلى وصم المجتمع اليهودي. 
ومع ذلك، تحتوي معظم المجموعات السكانية على مئات الأليلات التي يمكن أن تسبب المرض، وغالبية الناس متغاير الزيجوت لواحد أو اثنين من الأليلات المتنحية التي قد تكون قاتلة في الزيجوت المتماثل. على الرغم من أن التكرار الإجمالي للأليلات المسببة للأمراض لا يختلف كثيرًا بين السكان، إلا أن زواج الأقارب (الزواج بين أبناء العمومة أو الأقارب الأقرب) منتشرة في بعض المجتمعات اليهودية، مما ينتج عنه زيادة طفيفة في عدد الأطفال المصابين بعيوب خلقية. 
طبقا لدافنا بيرنباوم كارملي من جامعة حيفا، تمت دراسة السكان اليهود بدقة للأسباب التالية: 
- السكان اليهود، وبالتحديد السكان اليهود الأشكناز، مثاليون لمثل هذه الدراسات البحثية، لأنهم يظهرون معدل عالي من زواج الأقارب، وفي نفس الوقت مجموعة كبيرة.
- السكان اليهود في المناطق الحضرية بشكل كبير ويتركزون بالقرب من المراكز الطبية الحيوية حيث تم إجراء مثل هذه البحوث.

والنتيجة هي نوع من أنواع التحيز المؤكد. وقد خلق هذا في بعض الأحيان انطباعًا بأن اليهود أكثر عرضة للأمراض الوراثية من السكان الآخرين. يكتب كارميلي، "اليهود ممثلون بشكل كبير في الأدبيات الجينية البشرية، خاصة في السياقات المتعلقة بالطفرات. 
أدت هذه المجموعة من المزايا إلى استخدام اليهود الأشكناز بالتحديد في العديد من الدراسات الجينية، وليس فقط في دراسة الأمراض الوراثية. على سبيل المثال، أثبتت سلسلة من المنشورات عن المعمرين الأشكناز أن طول عمرهم موروث بقوة ومرتبط بمعدلات أقل من الأمراض المتعلقة بالعمر. قد يكون هذا النمط الظاهري «الشيخوخة الصحية» بسبب زيادة مستويات الإنزيم تيلوميراز لدى هؤلاء الأفراد.

## أمراض اشكنازي
اليوم 10 ملايين من اليهود الأشكناز ينحدرون من 350 فردًا فقط عاشوا قبل 600-800 عام. هؤلاء السكان مستمدون من كل من أوروبا والشرق الأوسط. هناك أدلة على أن عنق الزجاجة في المجتمع ربما سمح للأليلات الضارة بأن تصبح أكثر انتشارًا في السكان بسبب الانجراف الجيني. نتيجة لذلك، تمت دراسة هذه المجموعة بشكل مكثف على نحو خاص، وتم تحديد العديد من الطفرات على أنها شائعة في أشكناز. من بين هذه الأمراض، يحدث الكثير أيضًا في مجموعات يهودية أخرى وفي مجموعات غير يهودية، على الرغم من أن الطفرة المحددة التي تسبب المرض قد تختلف بين السكان. على سبيل المثال، تسبب طفرتان مختلفتان في جين الجلوكوسيريبروسيداز مرض جوشر في أشكناز، وهو أكثر الأمراض الوراثية شيوعا، ولكن توجد طفرة واحدة فقط في المجموعات غير اليهودية.  تنفرد هذه المجموعة ببعض الأمراض؛ على سبيل المثال، خلل النطق العائلي يكاد يكون غير معروف في المجموعات السكانية الأخرى.
| مرض                               | طريقة الميراث          | الجين                 | تردد الناقل              |
| --------------------------------- | ---------------------- | --------------------- | ------------------------ |
| مفضل                              | مرتبط بـ X             | G6PD                  |                          |
| متلازمة بلوم                      | صفة متنحية             | <i id="mwew">BLM</i>  | 1/100                    |
| سرطان الثدي وسرطان المبيض         | العامل الوراثي المسيطر | BRCA1 أو BRCA2        | 1/100 و 1/75 على التوالي |
| مرض كانافان                       | صفة متنحية             | <i id="mwkA">ASPA</i> | 1/60                     |
| الصمم الخلقي                      | صفة متنحية             | GJB2 أو GJB6          | 1/25                     |
| تليف كيسي                         | صفة متنحية             | CFTR                  | 1/25                     |
| الهيموفيليا ج                     | صفة متنحية             | F11                   | 1/12                     |
| خلل النطق العائلي                 | صفة متنحية             | IKBKAP                | 1/30                     |
| ارتفاع الكولسترول العائلي         | العامل الوراثي المسيطر | LDLR                  | 1/69                     |
| فرط الأنسولين العائلي             | صفة متنحية             | ABCC8                 | 1 / 125-1 / 160          |
| فقر الدم فانكوني ج                | صفة متنحية             | FACC                  | 1/100                    |
| مرض جوشر                          | صفة متنحية             | <i id="mw2g">GBA</i>  | 1/7 - 1/18               |
| مرض تخزين الجليكوجين من النوع 1 أ | صفة متنحية             | G6PC                  | 1/71                     |
| داء الميوكوليبيدات الرابع         | صفة متنحية             | MCOLN1                | 1/110                    |
| Niemann – Pick (النوع A)          | صفة متنحية             | SMPD1                 | 1/90                     |
| نقص 21 OHase غير الكلاسيكي        | صفة متنحية             | CPY21                 | 1/6                      |
| مرض الشلل الرعاش                  | العامل الوراثي المسيطر | LRRK2                 | 1/42                     |
| تاي ساكس                          | صفة متنحية             | هيكسا                 | 1 / 25-1 / 30            |
| الالتواء                          | العامل الوراثي المسيطر | DYT1                  | 1/4000                   |
| متلازمة أوشر                      | صفة متنحية             | PCDH15                | 1/72                     |

### داء تاي ساكس
مرض تاي ساكس، الذي يمكن أن يظهر كمرض قاتل للأطفال يسبب تدهورًا عقليًا قبل الموت، كان تاريخيًا شائعًا للغاية بين اليهود الأشكناز،  مع مستويات أقل من المرض في بعض بنسلفانيا الهولندية والإيطالية والأيرلندية الكاثوليكية، أصل كندي فرنسي، وخاصة أولئك الذين يعيشون في مجتمع كاجون في لويزيانا وجنوب شرق كيبيك. منذ السبعينيات، كانت الاختبارات الجينية الاستباقية فعالة جدًا في القضاء على تاي ساكس من السكان اليهود الأشكناز.

### أمراض نقل الدهون
يحدث مرض جوشر، الذي تتراكم فيه الدهون في أماكن غير ملائمة، في أغلب الأحيان بين اليهود الأشكناز. يتم نقل الطفرة بواسطة واحد تقريبًا من كل 15 يهوديًا أشكنازيًا، مقارنة بواحد من كل 100 من السكان الأمريكيين عمومًا. يمكن أن يسبب مرض جوشر تلفًا في الدماغ ونوبات صرع، لكن هذه التأثيرات لا تظهر عادة بالشكل الذي يظهر بين اليهود الأشكناز؛ في حين أن المصابين لا يزالون يعانون من الكدمات بسهولة، ولا من الممكن أن يؤدي إلى تمزق الطحال، إلا أنه بشكل عام ليس له سوى تأثير طفيف على متوسط العمر المتوقع
يتأثر اليهود الأشكناز بشدة أيضًا بأمراض التخزين الليزوزومية الأخرى، لا سيما في شكل اضطرابات تخزين الدهون. مقارنةً بالمجموعات العرقية الأخرى، فإنها كثيرًا ما تعمل كناقلات لداء الشحوم المخاطية  ومرض Niemann-Pick ،  ويمكن أن يتسبب هذا الأخير في الموت.
يشير حدوث الكثير من اضطرابات التخزين الليزوزومية في نفس المجموعة السكانية إلى أن الأليلات المسؤولة ربما منحت بعض الميزات الانتقائية في الماضي. قد يكون هذا مشابهًا لأليل الهيموجلوبين المسؤول عن مرض فقر الدم المنجلي، ولكن فقط في الأشخاص الذين لديهم نسختين؛ أولئك الذين لديهم نسخة واحدة فقط من الأليل لديهم سمة الخلية المنجلية ويكتسبون مناعة جزئية ضد الملاريا نتيجة لذلك. يسمى هذا التأثير بميزة الزيجوت المتغاير.

### خلل النطق العائلي
خلل النطق العائلي (متلازمة رايلي داي)، الذي يسبب القيء ومشاكل الكلام وعدم القدرة على البكاء والإدراك الحسي الكاذب، يكاد يقتصر على اليهود الأشكناز. اليهود الأشكناز أكثر عرضة بحوالي 100 مرة للإصابة بالمرض من أي شخص آخر.

### أمراض واضطرابات اشكنازية أخرى
غالبًا ما تحدث الأمراض الموروثة في نمط وراثي جسمي متنحي في مجموعات الزواج الداخلي. بين اليهود الأشكناز، تم التحقق من وجود عدد أكبر من الاضطرابات الوراثية والأمراض الوراثية، بما في ذلك:
- سرطان القولون والمستقيم بسبب سرطان القولون والمستقيم الوراثي غير السلائلي [28]
- تضخم الغدة الكظرية الخلقي (شكل غير كلاسيكي) [29]
- الحساسية الخلقية للألم مع عدم التعرق [30]
- مرض كرون (يبدو أن موضع NOD2 / CARD15 متورط) [31]
- متلازمة جوبيرت من النوع 2 شائعة بشكل غير متناسب بين الأشخاص من أصل يهودي؛ ويعزى ذلك إلى مقاومة التزاوج بين هؤلاء السكان.[32]
- ساركوما كابوزي [33]
- مرض بول شراب القيقب [34]
- داء الميوكوليبيدوسيس الرابع [35]
- الأورام التكاثرية النقوية بما في ذلك كثرة الحمر الحقيقية وكثرة الصفيحات الأساسية [36]
- فقدان السمع غير المتلازمي والصمم، DFNB1 (connexin 26) [37]
- مرض باركنسون (طفرة G2019S / LRRK2 ؛ [38] طفرة LRRK2 على النمط الفرداني الرئيسي، التي يتقاسمها يهود الأشكناز، شمال إفريقيا، والأوروبيون، نشأت في البداية في الشرق الأدنى منذ 4000 عام على الأقل. بسبب تأثير المؤسس، ربما احتفظ أسلاف يهود الأشكناز الحاليين بطفرة G2019S منخفضة التردد من خلال الشتات المختلف، في حين فقدت مجموعات الفتيات في الشرق الأدنى الطفرة. قد تكون الطفرة بعد ذلك قد «أعيد تقديمها من خلال التدفق الجيني المتكرر من السكان الأشكناز إلى غيرهم من السكان اليهود والأوروبيين وشمال إفريقيا. التكرار الحالي للطفرة في المجموعات الضابطة (0.05٪ في الأوروبيين، 0.5٪ في عرب شمال إفريقيا و 1٪ في اليهود الأشكناز) قد يدعم هذا السيناريو».) [39] [40]
- الفقاع الشائع [41]
- الفصام (الاختلاف الجيني NDST3) [42]
- مرض فون جيرك [43]
- متلازمة زيلويجر [44]

## الاضطرابات غير الأشكنازية
على عكس السكان الأشكناز، فإن اليهود السفارديم والمزراحي هم مجموعات أكثر تباينًا، مع أسلاف من إسبانيا والبرتغال والمغرب وتونس والجزائر وإيطاليا وليبيا والبلقان وإيران والعراق والهند واليمن، مع اضطرابات وراثية معينة الموجودة في كل مجموعة إقليمية، أو حتى في مجموعات سكانية فرعية محددة في هذه المناطق. 
| مرض                               | طريقة الميراث          | جين أو إنزيم                          | تردد الناقل    | السكان                                                                |
| --------------------------------- | ---------------------- | ------------------------------------- | -------------- | --------------------------------------------------------------------- |
| المهق العيني الجلدي               | صفة متنحية             | TYR                                   | 1/30           | المغرب                                                                |
| ترنح توسع الشعيرات                | صفة متنحية             | <i id="mwAcw">ماكينة الصراف الآلي</i> | 1/80           | المغرب، تونس                                                          |
| مرض كروتزفيلد جاكوب               | العامل الوراثي المسيطر | PRNP                                  | 1/24000        | ليبيا                                                                 |
| داء الورم الأصفر المخي            | صفة متنحية             | CYP27A1                               | 1/70           | المغرب                                                                |
| بيلة سيستينية                     | صفة متنحية             | SLC7A9                                | 1/25           | ليبيا                                                                 |
| حمى البحر الأبيض المتوسط العائلية | صفة متنحية             | MEFV                                  | 1 / 5-7        | جميع دول الشرق الأوسط وشمال إفريقيا (دول الشرق الأوسط وشمال إفريقيا). |
| مرض تخزين الجليكوجين III          | صفة متنحية             | <i id="mwAfw">AGL</i>                 | 1/35           | المغرب وشمال إفريقيا                                                  |
| الحثل العضلي لحزام الأطراف        | صفة متنحية             | DYSF                                  | 1/10           | ليبيا                                                                 |
| تاي ساكس                          | صفة متنحية             | هيكسا                                 | 1/110          | المغرب                                                                |
| 11-بيتا هيدروكسيلاز               | صفة متنحية             | CYP11B1                               | 1 / 30-1 / 128 | المغرب                                                                |

| مرض                               | طريقة الميراث                                                                | جين أو إنزيم           | تردد الناقل | السكان |
| --------------------------------- | ---------------------------------------------------------------------------- | ---------------------- | ----------- | --- |
| ثلاسيميا بيتا                     | صفة متنحية                                                                   | HBB                    | 1/6         | إيران، العراق، كردستان |
| نقص العامل السابع                 | صفة متنحية                                                                   | F7                     | 1/40        | إيران |
| حمى البحر الأبيض المتوسط العائلية | صبغي جسدي متنحي، ولكن يمكن أن تظهر أيضًا ناقلات متغايرة الزيجوت مظاهر سريرية. | MEFV                   | 1/5 - 1/7   | العراق، إيران، أرمينيا، يهود شمال إفريقيا، أشكنازي |
| نقص نازعة الجلوكوز 6 فوسفات       | مرتبط بـ X                                                                   | G6PD                   | 1/4         | العراق، خاصة. كردستان وسوريا وجميع دول الشرق الأوسط وشمال إفريقيا. يمكن أن تظهر الأنثى متغايرة الزيجوت أيضًا أعراضًا سريرية بسبب عدم النشاط (X-inactivation) خاصة أثناء الحمل. |
| ضمور عضلي الجسم                   | صفة متنحية                                                                   | <i id="mwAlo">GNE</i>  | 1/12        | إيران |
| حثل المادة البيضاء متبدل اللون    | صفة متنحية                                                                   | <i id="mwAmQ">ARSA</i> | 1/50        | اليمن |
| الحثل العضلي العيني البلعومي      | وراثي أو متنحي أو مهيمن                                                      | PABPN1                 | 1/7         | بخارى |
| بيلة فينيل كيتون                  | صفة متنحية                                                                   | الهيئة العامة للإسكان  | 1/35        | اليمن |

## الاختبارات الجينية في السكان اليهود
كان أحد برامج الاختبارات الجينية الأولى لتحديد ناقلات الزيجوت غير المتجانسة للاضطراب الوراثي هو برنامج يرمي للقضاء على مرض تاي ساكس. بدأ هذا البرنامج في عام 1970، وتم الآن فحص أكثر من مليون شخص بحثًا عن الطفرة. كان لتحديد الناقلين والمشورة الأزواج بشأن خيارات الإنجاب تأثير كبير على حدوث المرض، مع انخفاض من 40-50 سنويًا في جميع أنحاء العالم إلى أربعة أو خمسة فقط سنويًا.  تختبر برامج الفحص الآن العديد من الاضطرابات الوراثية لدى اليهود، على الرغم من أنها تركز على اليهود الأشكناز، حيث لا يمكن إعطاء المجموعات اليهودية الأخرى مجموعة واحدة من الاختبارات لمجموعة مشتركة من الاضطرابات.  في الولايات المتحدة، تم قبول برامج الفحص هذه بشكل واسع من قبل مجتمع الأشكنازي، وقللت إلى حد كبير من تكرار الاضطرابات.
يتم تقديم اختبارات ما قبل الولادة للعديد من الأمراض الوراثية على شكل لوحات تجارية للأزواج الأشكنازي من قبل كل من CIGNA و Quest Diagnostics . لوحة CIGNA متاحة للاختبار من أجل فحص الوالدين / ما قبل الحمل أو بعد أخذ عينات من الزغابات المشيمية أو بزل السلى واختبارات متلازمة بلوم، ومرض كانافان، والتليف الكيسي، وخلل الصوت العائلي، وفقر الدم فانكوني، ومرض جوشر، وداء الغشاء المخاطي الرابع، ومرض نيمان بيك من النوع أ، مرض تاي ساكس وخلل التوتر العضلي. لوحة Quest مخصصة لاختبارات الوالدين / ما قبل الحمل والاختبارات لمتلازمة بلوم، ومرض كانافان، والتليف الكيسي، وخلل الصوت العائلي، وفقر الدم فانكوني من المجموعة C ، ومرض جوشر، ومرض نيمان بيك من النوعين A و B ، ومرض تاي ساكس.
التوصيات الرسمية للكلية الأمريكية لأطباء التوليد وأمراض النساء هي أن يُعرض على أفراد الأشكنازي فحصًا للكشف عن مرض تاي ساكس، ومرض كانافان، والتليف الكيسي، وخلل التوازن العائلي كجزء من الرعاية التوليدية الروتينية.
في المجتمع الأرثوذكسي، تقوم منظمة تسمى Dor Yeshorim بإجراء فحص جيني مجهول الهوية للأزواج قبل الزواج للتقليل من مخاطر ولادة الأطفال المصابين بأمراض وراثية. يقوم البرنامج بتثقيف الشباب حول علم الوراثة الطبية وفحص الأطفال في سن المدرسة بحثًا عن أي جينات مرضية. يتم إدخال هذه النتائج بعد ذلك في قاعدة بيانات مجهولة، يتم تحديدها فقط من خلال رقم معرف فريد يُعطى للشخص الذي تم اختباره. إذا كان هناك شخصان يفكران في الزواج، فإنهما يتصلان بالمنظمة ويخبرانهما بأرقام الهوية الخاصة بهما. ثم تخبرهم المنظمة ما إذا كانت متوافقة وراثيا. لا يتم إفشاء إذا كان أحد الأعضاء ناقلًا، وذلك لحماية الناقل وعائلته من الوصم. ومع ذلك، فقد تعرض هذا البرنامج لانتقادات لممارسة ضغط اجتماعي على الأشخاص المراد اختبارهم ، وللفحص لمجموعة واسعة من الجينات المتنحية ، بما في ذلك الاضطرابات مثل مرض جوشر. 

## روابط خارجية
- مركز شيكاغو للاضطرابات الجينية اليهودية
- اليهود الأشكناز - الجامعة العبرية في القدس
- الاختبارات الجينية للأمراض اليهودية - مركز علم الوراثة الطبية
- الأمراض الوراثية اليهودية الأشكنازية - مركز فيكتور للأمراض الجينية اليهودية
- أمراض اليهود الأشكناز - مركز تافتس الطبي
- اتحاد الأمراض الجينية اليهودية
- مركز الأمراض الوراثية اليهودية - مركز جبل سيناء الطبي
- الاضطرابات المندلية بين اليهود - قاعدة البيانات الجينية الوطنية الإسرائيلية
- تظهر الدراسات التشابه الجيني لليهود من قبل صحيفة نيويورك تايمز